# وایدرویل (اورگن)
وایدرویل (به انگلیسی: Wilderville) یک منطقهٔ مسکونی در ایالات متحده آمریکا است که در شهرستان جوزفین، اورگن واقع شده‌است. وایدرویل ۲۸۱٫۰۳ متر بالاتر از سطح دریا واقع شده‌است.